# Amblypsilopus sinensis
Amblypsilopus sinensis är en tvåvingeart som beskrevs av Yang 2003. Amblypsilopus sinensis ingår i släktet Amblypsilopus och familjen styltflugor. Inga underarter finns listade i Catalogue of Life.